# Piotr Kosiewski
Piotr Kosiewski (ur. 1967) – polski historyk i krytyk sztuki, publicysta oraz redaktor. Jest dyrektorem forumIdei Fundacji im. Stefana Batorego.
W latach 1990–2010 był członkiem redakcji kwartalnika literackiego „Kresy”. Jest stałym współpracownikiem „Tygodnika Powszechnego” i magazynu „Szum”. Publikował m.in. w „Arteonie”, „Nowej Europie Wschodniej”, „Odrze”, „Czasie Kultury”, „Więzi”, „Kresach”, „Res Publice Nowej” i „Znaku”. W latach 2012–2014 członek rady programowej Narodowego Instytutu Muzealnictwa i Ochrony Zbiorów.
W 2013 roku został (wspólnie z Arturem Żmijewskim) laureatem Nagrody Krytyki Artystycznej im. Jerzego Stajudy.
W latach 2021–2023 był wiceprezesem Sekcji Polskiej Międzynarodowego Stowarzyszenia Krytyków Sztuki AICA.

## Publikacje
- Historycy polscy i ukraińscy wobec problemów XX wieku, Kraków 2000, redakcja, wspólnie z Grzegorzem Motyką, ISBN 83-7052-758-2
- Zabytek i historia. Wokół problemów konserwacji i ochrony zabytków w XIX wieku. Antologia, Warszawa 2002, wybór i wstęp, z Jarosławem Krawczykiem, ISBN 83-86156-20-1
- Przemieszczone dobra kultury. Przypadek Europy Zachodniej i problemy państw Europy Środkowej i Wschodniej w XX wieku, Warszawa 2004, redakcja, wspólnie z Grażyną Czubek, ISBN 83-88542-92-3; wersja angielska: Displaced cultural assets.The case of Western Europe and the problems of Central and Eastern European countries in the 20th century, Warsaw 2004, ISBN 83-88542-93-1)
- Dobra kultury i problemy własności. Doświadczenia Europy Środkowej po 1989 roku, Warszawa 2005, wspólnie z Grażyną Czubek, ISBN 83-7436-029-1; wersja angielska: Cultural assets and the problem of property. The case of Central Europe after 1989, Warsaw 2005, ISBN 83-7436-030-5
- Własność a dobra kultury, Warszawa 2006, wspólnie z Grażyną Czubek, ISBN 83-7436-036-4
- Pamięć i polityka zagraniczna, Warszawa 2006, redakcja, ISBN 83-89406-58-6
- Pamięć i pytania o tożsamość. Polska, Ukraina, Warszawa 2013, redakcja, wspólnie z Tomaszem Horbowskim, ISBN 978-83-62338-32-0
- Polskie dylematy. W 80. rocznicę urodzin i 10. rocznicę śmierci Jacka Kuronia, Warszawa 2014, redakcja, ISBN 978-83-62338-51-1
- Język rewolucji, Warszawa 2021, ISBN 978-83-66543-63-8[5]